# Харцизьк (станція)
Харци́зьк — вантажно-пасажирська залізнична станція Донецької дирекції Донецької залізниці  на лінії Горлівка — Іловайськ між станціями Ханженкове (8 км) та Іловайськ (13 км). Розташована в місті Харцизьк, Харцизька міська рада, Донецької області.

## Пасажирське сполучення
Наприкінці грудня 2017 року відновлено приміський рух за напрямком Ясинувата — Іловайськ.